# Console (groupe)
Pour les articles homonymes, voir Console.
Console est un projet de musique électronique dirigé par Martin Gretschmann, du groupe d'electro-rock allemand The Notwist. Se reposant sur des éléments de musiques électronique, Console n'est pas sans rappeler certains groupes, tels que Ladytron ou Miss Kittin.

## Discographie
|     | Année | Titre                          | Type   |   |
| --- | ----- | ------------------------------ | ------ | - |
|     | 1996  | "Lady-Bug"                     | Single |   |
|     | 1997  | "Pan or ama"                   | Album  |   |
|     | 1998  | "Rocket in the Pocket"         | Single |   |
|     | 1998  | "Rocket in the Pocket"         | Album  |   |
|     | 1999  | "14 Zero, Zero"                | Single |   |
|     | 1999  | "Loopspool"                    | Album  | ¹ |
|     | 1999  | "Bugs&Beats&Beasts"            | Album  | ¹ |
| Jun | 2000  | "Freiburg 3.0"                 | Single | ² |
| Nov | 2000  | "A+A=B"                        | Single |   |
|     | 2000  | "The Official Olympic Bootleg" | Album  | ¹ |
|     | 2001  | "Live At Centre Pompidou"      | Album  |   |
|     | 2002  | "Dirt On The Wire"             | Single |   |
|     | 2002  | "Suck And Run"                 | Single |   |
|     | 2002  | "IS&DN"                        | Album  | ¹ |
| Jan | 2003  | "Reset the Preset"             | Album  |   |
|     | 2003  | "On The Tracks"                | Album  | ¹ |
|     | 2005  | "Spaceman 85"                  | Album  | ¹ |
| Aug | 2006  | "Mono"                         | Album  |   |
|     | 2010  | "Herself"                      | Album  |   |
|     | 2011  | "Herself Remixe pt. I"         | Album  |   |
|     | 2013  | "Herself Remixe pt. I"         | Album  |   |

¹ avec Ammer (Andreas Ammer)
² avec Tocotronic